# Жазіра Жаппаркуль
Жазіра Жаппаркуль (каз. Жазира Жаппарқұл, нар. 22 грудня 1993, Арись, Казахстан) — казахська важкоатлетка, срібна призерка Олімпійських ігор 2016 року.

## Результати
| Рік              | Місце                    | Вага             | Ривок            | Ривок            | Ривок            | Ривок            | Поштовх          | Поштовх          | Поштовх          | Поштовх          | Загалом          | Місце            |
| Рік              | Місце                    | Вага             | 1                | 2                | 3                | Місце            | 1                | 2                | 3                | Місце            | Загалом          | Місце            |
| Олімпійські ігри | Олімпійські ігри         | Олімпійські ігри | Олімпійські ігри | Олімпійські ігри | Олімпійські ігри | Олімпійські ігри | Олімпійські ігри | Олімпійські ігри | Олімпійські ігри | Олімпійські ігри | Олімпійські ігри | Олімпійські ігри |
| ---------------- | ------------------------ | ---------------- | ---------------- | ---------------- | ---------------- | ---------------- | ---------------- | ---------------- | ---------------- | ---------------- | ---------------- | ---------------- |
| 2016             | Ріо-де-Жанейро, Бразилія | до 69 кг         | 111              | 115              | 117              | 2                | 140              | 140              | 144              | 2                | 259              | 2                |
| Чемпіонат світу  |                          |                  |                  |                  |                  |                  |                  |                  |                  |                  |                  |                  |
| 2015             | Х'юстон, США             | до 69 кг         | 112              | 116              | 120              | 3                | 140              | 140              | 147              | 2                | 256              | 2                |
| 2014             | Алмати, Казахстан        | до 69 кг         | 113              | 118              | 118              | 3                | 140              | 144              | 144              | 2                | 262              | 2                |
| 2013             | Вроцлав, Польща          | до 69 кг         | 98               | 103              | 105              | 10               | 123              | 128              | 128              | 8                | 231              | 9                |